# Parafia Chrystusa Króla w Niedźwiadzie
Parafia Chrystusa Króla w Niedźwiadzie − parafia rzymskokatolicka z siedzibą w Niedźwiadzie, znajdująca się w diecezji rzeszowskiej, w dekanacie Wielopole Skrzyńskie. 
Erygowana 6 grudnia 1957 roku.